# Galgen (Werkzeug)
Ein Galgen ist ein Werkzeug aus der Uhrmacherei zur Halterung und Justierung von Uhrwerken.

## Großuhren
Bei Großuhren ist ein Galgen meist eine Vorrichtung zum Aufhängen eines Uhrwerks, welche nivelliert oder horizontiert werden kann. Durch die horizontale Ausrichtung wird der Uhrgang verbessert, da die geringsten Reibungskräfte auf die beweglichen Teile des Uhrwerks wirken.

## Kleinuhren
Bei Kleinuhren ist ein Galgen meistens eine Klemme an einem Kugelgelenk. Die Klemme wird z. B. an der Kronenwelle angesetzt. Die Ausrichtung der Klemme und somit eines daran befestigten Uhrwerks ist über das Kugelgelenk einstellbar, z. B. bei der Veränderung der Lagen im Zuge einer Reglage.